# كارولين كوك
كارولين كوك (بالإنجليزية: Caroline Cooke)‏ هي كاتبة سيناريو وممثلة أمريكية، ولدت في 29 ديسمبر 1875 بإلينوي في الولايات المتحدة، وتوفيت في 8 يوليو 1962 بلوس أنجلوس في الولايات المتحدة.

## وصلات خارجية
- كارولين كوك على موقع IMDb (الإنجليزية)
- كارولين كوك على موقع أول موفي (الإنجليزية)
- كارولين كوك على موقع قاعدة بيانات الفيلم (الإنجليزية)
- كارولين كوك على موقع كينوبويسك (الروسية)